# Zanthoxylum caribaeum
Zanthoxylum caribaeum är en vinruteväxtart som beskrevs av Jean-Baptiste de Lamarck. Zanthoxylum caribaeum ingår i släktet Zanthoxylum och familjen vinruteväxter.

## Underarter
Arten delas in i följande underarter:
- Z. c. caribaeum
- Z. c. rugosum